# Spiriverpa lunulata
Mouche des sables
Espèce
Spiriverpa lunulata, communément appelé la Mouche des sables, est une espèce d'insectes diptères de la famille des Therevidae.

## Description
L'adulte mesure 10 à 11 mm et est de couleur gris pâle. On peut les observer d'avril à septembre, sur les rives sablonneuses. Leurs larves vivent dans le sable et leur développement complet peut prendre jusqu'à 5 ans. Lorsqu'elle atteint le stade de nymphe, elle s'enroule sur elle-même pour former un « U ».